# Ruhr Nachrichten
Ruhr Nachrichten, kurz RN, ist der Titel einer regionalen Tageszeitung mit Verlagssitz in Dortmund. Die Ruhr Nachrichten gehören zu Lensing Media. Mit einer verkauften Auflage von 109.149 Exemplaren sind die Ruhr Nachrichten die einzige durch eine verlagseigene Redaktion produzierte Tageszeitung mit Verlagssitz in Dortmund. Zusammen mit dem im Kreis Unna erscheinenden Hellweger Anzeiger kommen die Ruhr Nachrichten auf eine verkaufte Auflage von 133.784 Exemplaren.
Seit dem 1. Februar 2013 werden die Lokalteile der von der Funke Mediengruppe herausgegebenen Zeitung Westfälische Rundschau in den Städten Dortmund, Lünen und Schwerte ebenfalls von den Redaktionen der Ruhr Nachrichten produziert. Hintergrund: Seit der Geschäftsübernahme durch den Verlagserben Lambert Lensing-Wolff im Jahr 1999 hatte das Medienhaus seine Kooperation mit dem Wettbewerber Funke Mediengruppe immer mehr intensiviert, mit der Abwicklung des Traditionsmediums Westfälische Rundschau und der Entlassung von 120 Redakteurinnen und Redakteuren erreichte diese Kooperation im Januar 2013 eine neue Qualität. Ausführliche Informationen zur Umstrukturierung des Unternehmens finden sich unter: Lensing Media.

## Geschichte

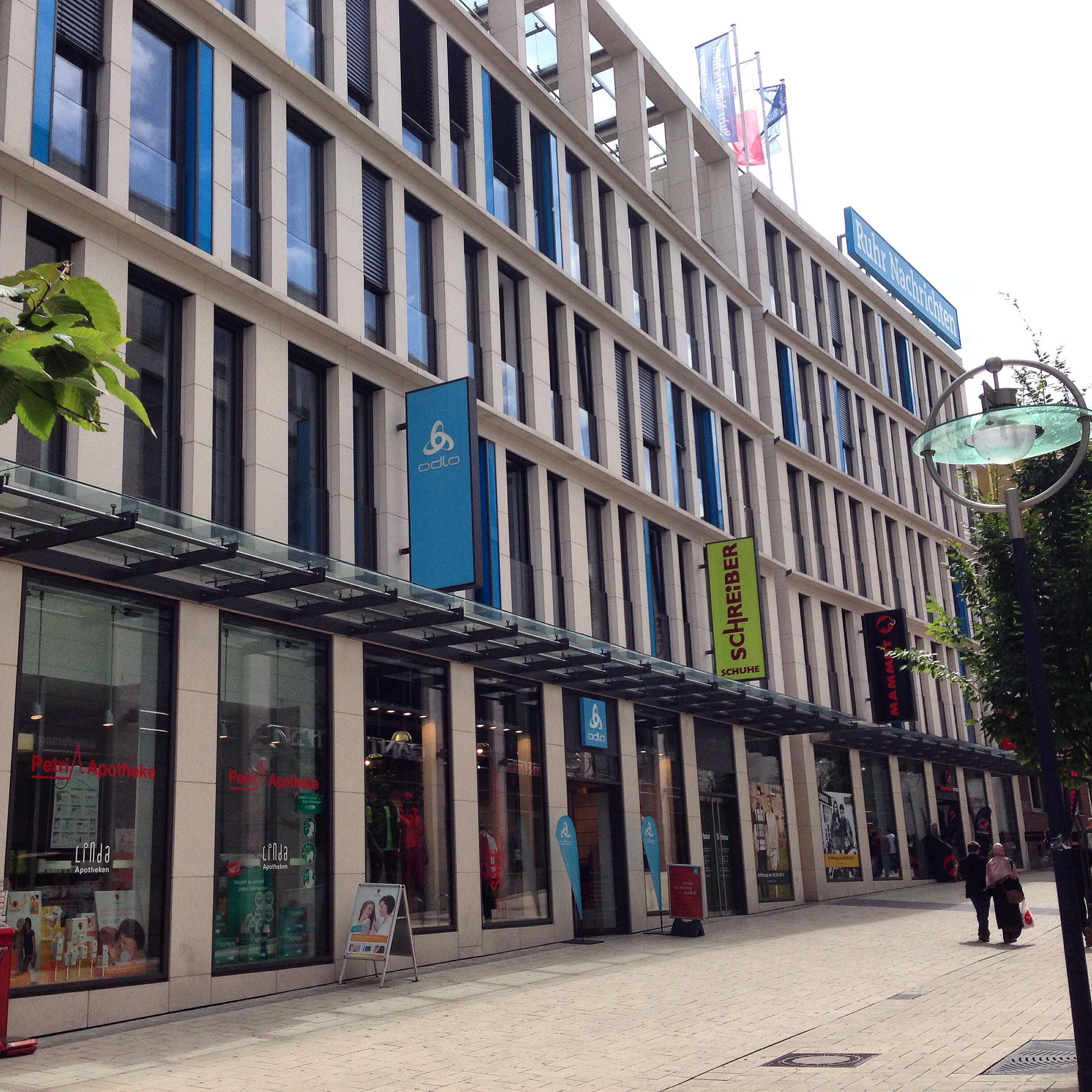
Lensing Carée Verlagssitz Ruhr Nachrichten

Der Grundstein für die Ruhr Nachrichten wurde Weihnachten 1875 gelegt. Damals erschien das erste Mal die Tremonia Zeitung unter Federführung der beiden Brüder Heinrich und Lambert Lensing. Zunächst begnügte man sich mit einer Probenummer von 3000 Zeitungen, diese Zahl stieg bis zum Beginn der NS-Zeit auf 48.000 Exemplare. Damit gehörte die Zeitung zu den 25 größten deutschen Zeitungen im Privatbesitz. Die Nationalsozialisten ließen die Zeitung zwar überleben, um Pressefreiheit zu demonstrieren, dennoch traf nicht mehr Lambert Lensing die Entscheidungen, sondern ein SA-Obergruppenführer. Dies geschah infolge wiederholter kritischer Berichte in der Zeitung, die sogar mehrmals für wenige Tage verboten wurde. Im April 1945 erschien die letzte Ausgabe.
Es dauerte anschließend vier Jahre, bis das Verlagshaus Lensing wieder eine Lizenz zur Herausgabe einer Zeitung erhielt. Am 1. März 1949 erschien dann die Ruhr Nachrichten, zunächst mit einer Auflage von 120.150 Exemplaren. 1949 kamen noch die benachbarte Dorstener Volkszeitung (später umbenannt in Dorstener Zeitung) sowie die Halterner Zeitung hinzu, die heute mit den RN eine wirtschaftliche Einheit bilden.
Der gebürtige Dortmunder Florian Lensing-Wolff trat 1957 in die Geschäftsleitung des Medienhauses ein. Nach dem Tod seines Onkels Lambert Lensing 1965 übernahm er die alleinige Verantwortung. Florian Lensing-Wolff leitete die Geschicke des Medienhauses Lensing mehr als 40 Jahre lang, er verstarb am 4. Februar 2011 im Alter von 80 Jahren. Von Wolfram Kiwit, Chefredakteur der Ruhr Nachrichten, wurde er in einem Nachruf als „Publizist der alten Schule“ beschrieben. Im Jahr 1999 übernahm mit Lambert Lensing-Wolff der Sohn Florian Lensing-Wolffs die Geschäftsführung, zu der auch Christoph Sandmann und Hans-Christian Haarmann gehören.
Nach der Geschäftsübernahme durch Florian Lensing-Wolff durchliefen die Ruhr Nachrichten und das Medienhaus eine lange Phase der Umstrukturierung. Im Jahr 2006 wurden die Verlagsangestellten in eigenständige, nicht tarifgebundene Gesellschaften ausgelagert. Die Verträge der angestellten Foto-Redakteure wurden gekündigt, sie wurden in den Status einer beruflichen Selbständigkeit gedrängt.
Geschäftsführer Lambert Lensing-Wolff geriet im Januar 2007 durch die Kündigung der gesamten 19-köpfigen Lokal- und Sportredaktion der Münsterschen Zeitung in die öffentliche Kritik. 2014 übernahm die Unternehmensgruppe Aschendorff die bis dahin im Medienhaus Lensing erscheinende Münstersche Zeitung im Rahmen einer Sanierungsfusion.
Online beziehen die Ruhr Nachrichten einen großen Teil ihrer Unique Visitors durch eine ausführliche Sport-Berichterstattung. Hier hat das Medium eine strategische Partnerschaft mit Borussia Dortmund. Die Ruhr Nachrichten sind Kooperationspartner, offiziell: Medienpartner, des an der Börse notierten Fußball-Bundesligisten.
Beim Kooperationspartner BVB hat Sascha Fligge im Sommer 2012 als zuvor stellvertretender Ressortleiter Sport und Leiter Online-Sport der Ruhr Nachrichten die Nachfolge von Josef Schneck als Pressesprecher, offiziell: Direktor Kommunikation, angetreten. Der vorherige Pressesprecher Josef Schneck war bis 1997 ebenfalls Redaktionsleiter und Angestellter der Ruhr Nachrichten, von 1997 bis 2012 war er Pressesprecher des BVB. Sein Nachfolger Sascha Fligge war bereits in Schnecks Abteilung für Borussia Dortmund tätig, im Jahr 2002 wechselte er von dort aus in die Sportredaktion der Ruhr Nachrichten, um als Nachfolger des langjährigen Redakteurs Klaus Bäcker zunächst hauptverantwortlich über den Verein zu berichten. Mit Schnecks Verabschiedung in den beruflichen Ruhestand kehrte Fligge 2012 als dessen Nachfolger zum Fußball-Bundesligisten zurück.
Vermarktet werden die Ruhr Nachrichten von der Mediakombi NRW, an deren Spitze der Kooperationspartner Funke Mediengruppe steht.
Seit Oktober 2017 beziehen die Ruhr Nachrichten ihre überregionalen Inhalte vom Redaktionsnetz Westfalen aus Unna.

## Verbreitungsgebiet
Die Ruhr Nachrichten erscheinen in Dortmund, Schwerte, Castrop-Rauxel, Lünen, Werne, Herbern, Selm, Nordkirchen, Olfen, Witten und Bochum.
In Herbern, Nordkirchen und Olfen gibt es keine Lokalredaktion beziehungsweise Geschäftsstelle mehr.
Zwischen 1949 und 1976 wurden die Ruhr Nachrichten, bis 1955 Mülheimer Tageblatt, auch in Mülheim verbreitet. Nachdem die Konkurrenzzeitung Neue Ruhr Zeitung (NRZ) von der anderen Konkurrenzzeitung Westdeutsche Allgemeine Zeitung (WAZ) 1976 übernommen worden war, wurden die Ruhr Nachrichten in Mülheim eingestellt.
Zum 1. April 2006 hat der Verlag die Lokalausgaben in den Städten Kamen, Gladbeck, Gelsenkirchen und Bottrop eingestellt.
Im Sommer 2014 gab das Medienhaus Lensing bekannt, seine Redaktionen in den Städten Bochum und Witten zum 31. Oktober des Jahres zu schließen.
Mit dem Mantel der RN erscheinen als Kopfblatt die Dorstener Zeitung in Dorsten, Schermbeck, Erle, Raesfeld und Kirchhellen sowie die Halterner Zeitung in Haltern am See.